# Quercus brevicalyx
Quercus brevicalyx är en bokväxtart som beskrevs av Aimée Antoinette Camus. Quercus brevicalyx ingår i släktet ekar, och familjen bokväxter.
Artens utbredningsområde är Laos. Inga underarter finns listade.